# Pelding
Pelding er et dansk popband, der består af Peder Pedersen (der også kendes fra gruppen Prunes), Thor Sørensen og Jonas Engberg.
De tre fandt sammen i 1997 og udgav i 1998 ep'en The Skunk. Tre år efter udkom albummet Pelding, der bød på gæsteoptrædener fra bl.a. rapperen Motion Man, Abdullah S, Maya Albana og Camille Jones.
Albummet blev godt modtaget og vandt Københavnerprisen for årets bedste musik, blev kåret til årets album i Ekstra Bladet og opnåede tre nomineringer til Danish Hip Hop Award.
I 2003 fandt gruppen sammen med jazz-sangerinden Joy Morgan, der tidligere havde arbejdet sammen med Nobody Beats The Beats og The Orb. Sammen udgav de albummet Spine i 2005. Den første single fra albummet var "No Angel" og abummet vandt i kategorien Årets Danske Urban Udgivelse ved Danish Music Awards 2006.

## Diskografi

### Albums
- 1997: Skunk
- 2001: Pelding
- 2005: Spine